# Список журналов Четвёртого интернационала
Ниже представлен список журналов, издававшихся Международной левой оппозицией, Четвёртым интернационалом, а также организациями, ведущими от них свою преемственность или политически близкими к ним.

## Англоязычные издания
| №№ п/п | Название                                                                              | Город и страна издания                         | Издательство; организация-издатель                                                                              | Годы издания                      | Количество выпусков                                                                               | ISSN      | Сайт/архив                                                   |
| ------ | ------------------------------------------------------------------------------------- | ---------------------------------------------- | --- | --------------------------------- | ------------------------------------------------------------------------------------------------- | --------- | ------------------------------------------------------------ |
| 1      | Against the Current                                                                   | Нью-Йорк, затем Детройт, США                   | «Солидарность»                                                                                                  | 1986 — наст. время                | № 1—138 (на февраль 2009)                                                                         | 0739-4853 | Сайт журнала                                                 |
| 2      | American Socialist                                                                    | Нью-Йорк, США                                  | Социалистический союз Америки                                                                                   | 1954—1959                         | Вып. 1, № 1 — вып. 6, № 12                                                                        | —         | Архив некоторых выпусков за 1954—1959 годы                   |
| 3      | Fourth International                                                                  | Нью-Йорк, США                                  | Fourth International Publishing Association, Pioneer Publishers; Социалистическая рабочая партия (США)          | 1940—1956                         | Вып. 1, № 1 — вып. 17, № 2 (всего 135 номеров)                                                    | —         | Архив за 1940—1945 и 1945—1956 годы                          |
| 4      | Inprecor                                                                              | Париж, Франция и Брюссель, Бельгия             | Париж: Революционная коммунистическая лига; Брюссель: Революционная рабочая лига                                | 1974—1977                         | Разные нумерации: № 1—66 (1974—1977); № 1—19 (1977)                                               | —         |                                                              |
| 5      | Intercontinental Press (преемник журнала World Outlook)                               | Нью-Йорк, США                                  | Pathfinder Press; Социалистическая рабочая партия (США)                                                         | 1968—1978                         | (Продолжение нумерации World Outlook) Вып. 6, № 17 — вып. 16, № 1                                 | 0020-5303 |                                                              |
| 6      | Intercontinental Press/Inprecor (преемник журналов Intercontinental Press и Inprecor) | Нью-Йорк, США                                  | Pathfinder Press; Социалистическая рабочая партия (США)                                                         | 1978—1986                         | (Продолжение нумерации Intercontinental Press) Вып. 16, № 2 — вып. 24, № 16                       | 0162-5594 |                                                              |
| 7      | International (преемник журнала The Week)                                             | Лондон, Великобритания                         | Международная марксистская группа                                                                               | 1968—1984                         | Разная нумерация: Вып 1, № 1 — вып. 3, № 3 (1968—1970); вып. 1, № 1 — вып. 9, № 1 (1970—1984)     | 0020-5788 |                                                              |
| 8      | International Marxist Review                                                          | Лондон, Великобритания, затем Монтрёй, Франция | Международная социалистическая группа                                                                           | 1982—1995 (с перерывами)          | Всего 15 номеров                                                                                  | 0269-3739 |                                                              |
| 9      | International Socialism                                                               | Лондон, Великобритания                         | Социалистическая рабочая партия (Великобритания)                                                                | 1958 — наст. время                | Разные нумерации: № 1—3 (1958—1959); № 1—104 (1959—1978); № 1—121 (на январь 2009)                | 0020-8736 | Сайт журнала; архив за 1958—1969, 1969—1974 и 1975—1978 годы |
| 10     | International Socialist Review (преемник журнала Fourth International)                | Нью-Йорк, США                                  | International Socialist Review Publishing Association, Pathfinder Press; Социалистическая рабочая партия (США)  | 1956—1975                         | (Продолжение нумерации Intercontinental Press) Вып. 17, № 3 — Вып. 36, № 3                        | —         | Архив за 1956—1970 годы                                      |
| 11     | International Socialist Review                                                        | Чикаго, США                                    | Международная социалистическая организация                                                                      | 1997 — наст. время                | № 1—63 (на февраль 2009)                                                                          | 1097-315X | Сайт журнала                                                 |
| 12     | International Viewpoint                                                               | Лондон, Великобритания                         | Международная социалистическая группа                                                                           | 1983 — наст. время                | № 1—408 (на январь 2009)                                                                          | 0294-2925 | Сайт журнала                                                 |
| 13     | New International                                                                     | Нью-Йорк, США                                  | New International Publishing Company; Социалистическая рабочая партия (США), затем Рабочая партия (США)         | 1934—1936; 1938—1958              | Вып. 1, № 1 — вып. 3, № 3 (1934—1936); вып. 4, № 1 — вып. 24, № 3 (1938—1958) (всего 179 номеров) | —         | Архив за 1934—1936, 1938—1940, 1940—1946 и 1947—1958 годы    |
| 14     | New International                                                                     | Нью-Йорк, США                                  | Pathfinder Press; Социалистическая рабочая партия (США)                                                         | 1983 — наст. время                | № 1—14 (на 2008)                                                                                  | 0737-3724 | Сайт издательства                                            |
| 15     | Socialist Review                                                                      | Лондон, Великобритания                         | «Международные социалисты»                                                                                      | 1950—1962                         | Вып. 1 № 1 — вып. 11, № 9                                                                         | —         |                                                              |
| 16     | Socialist Review                                                                      | Лондон, Великобритания                         | Социалистическая рабочая партия (Великобритания)                                                                | 1978 — наст. время (с перерывами) | № 1—332 (на январь 2009)                                                                          | 0141-2442 | Сайт журнала                                                 |
| 17     | Socialist Outlook                                                                     | Лондон, Великобритания                         | Международная социалистическая группа                                                                           | 1987 — наст. время                | № 1—15 (с 2003, на лето 2008)                                                                     | 0951-8657 | Сайт журнала                                                 |
| 18     | Socialist Woman                                                                       | Лондон, Великобритания                         | Международная марксистская группа                                                                               | 1969—1978                         |                                                                                                   | —         |                                                              |
| 19     | The Week                                                                              | Ноттингем, Великобритания                      | Международная марксистская группа                                                                               | 1964—1968                         | Вып 1, № 1 — вып. 9, № 13                                                                         | —         |                                                              |
| 20     | World Outlook (двуязычный; см. также фр.: Perspective mondiale)                       | Париж, Франция, затем Нью-Йорк, США            | Париж: Международная коммунистическая партия; Нью-Йорк: Pathfinder Press; Социалистическая рабочая партия (США) | 1963—1968                         | Вып. 1, № 1 — вып. 16, № 16                                                                       | —         |                                                              |

## Франкоязычные издания
| №№ п/п | Название                                                          | Город и страна издания                                             | Издательство; организация-издатель                                                                              | Годы издания             | Количество выпусков | ISSN      | Сайт/архив                                        |
| ------ | ----------------------------------------------------------------- | ------------------------------------------------------------------ | --- | ------------------------ | --- | --------- | ------------------------------------------------- |
| 1      | Cahiers de la taupe                                               | Париж, Франция                                                     | Editions La Brèche; Революционная коммунистическая лига                                                         | 1974—1979                | № 1—29 | 0224-1099 | Архив некоторых выпусков за 1974 и 1975—1979 годы |
| 2      | Cahiers du féminisme                                              | Париж, затем Монтрёй, Франция                                      | Editions La Brèche; Революционная коммунистическая лига                                                         | 1978—1998                | № 1—81 | 0154-7763 | Архив некоторых номеров за 1995—1998 годы         |
| 3      | Contretemps                                                       | Монтрё, Франция                                                    | Editions La Brèche; Революционная коммунистическая лига                                                         | 2001 — наст. время       | Разные нумерации: № 1—22 (2001—2008); № 1 (на январь 2009) | 1633-597X | Сайт журнала                                      |
| 4      | Critique communiste                                               | Париж, затем Монтрё, Франция                                       | Editions La Brèche; Революционная коммунистическая лига                                                         | 1976 — наст. время       | № 1-34 (1976—1981); № 1-187 (на август 2008) | 0398-2068 | Сайт журнала                                      |
| 5      | Critique de l’économie politique                                  | Монтрё, Франция                                                    | Editions La Brèche; Революционная коммунистическая лига                                                         | 1970—1985                | Разные нумерации: № 1—27 (1970—1977); № 1—32 (1977—1985) | 0045-9097 | Один выпуск за 1975 год                           |
| 6      | Inprecor                                                          | Брюссель, Бельгия, затем Аржантёй, затем Монтрё, Франция           | Бельгия: Революционная рабочая лига; Франция: Editions La Brèche; Революционная коммунистическая лига           | 1974 — наст. время       | № 1—67 (1974—1977); 1—544 (на декабрь 2008) | 0294-8516 | Сайт журнала                                      |
| 7      | Lutte de classes                                                  | Париж, Франция                                                     | Коммунистическая лига (Франция)                                                                                 | 1928—1935 (с перерывами) | № 1—52 | —         | Архив некоторых выпусков за 1929—1931 и 1935 годы |
| 8      | Nouvelle internationale                                           | Монреаль, Квебек, Канада                                           | Коммунистическая лига (Канада)                                                                                  | 1985 — наст. время       | № 1—9 (на 2008) | 0827-0929 |                                                   |
| 9      | Perspective mondiale (двуязычный; см. также англ.: World Outlook) | Париж, Франция, затем Нью-Йорк, США                                | Париж: Международная коммунистическая партия; Нью-Йорк: Pathfinder Press; Социалистическая рабочая партия (США) | 1963—1968                | Вып. 1, № 1 — вып. 16, № 16 | —         |                                                   |
| 10     | Quatrième internationale (преемник журнала La lutte de classes)   | Париж, Франция                                                     | Международная рабочая партия                                                                                    | 1936—1939                | № 1—17 | —         | Один выпуск за 1937 год                           |
| 11     | Quatrième internationale                                          | Жилли, затем Брюссель, Бельгия, затем Париж, затем Монтрё, Франция | Франция: Международная коммунистическая партия, затем Революционная коммунистическая лига                       | 1942—1975; 1980—1988     | Разные нумерации: № 1—2 (1942); № 1—26 (1942—1946); № 1 (вып. 6) — № 10 (вып. 15) (1948—1957); № 1 (вып. 16) — № 51 (вып. 29) (1958—1971); № 1—22 (1971—1975); № 1 (вып. 38) — № 30 (вып. ?) (1980—1988) | 0765-1750 | Архив некоторых выпусков за 1942—1969 годы        |

## Немецкоязычные издания
| №№ п/п | Название           | Город и страна издания | Издательство; организация-издатель | Годы издания             | Количество выпусков                                                                                                 | ISSN      | Сайт/архив   |
| ------ | ------------------ | --- | --- | ------------------------ | --- | --------- | ------------ |
| 1      | Die Internationale | Амстердам, Нидерланды | «Международные коммунисты Германии» | 1948—1949                | № 1—3 (вып. 1) | —         |              |
| 2      | Die Internationale | Вена, Австрия, затем Париж, Франция, затем Мангейм, затем Гамбург, затем Берлин, затем Франкфурт, Германия                             | Немецкая секция Четвёртого интернационала и «Международные коммунисты Австрии», затем Международная марксистская группа (Германия) и Революционная марксистская группа (Австрия) | 1956—1983 (с перерывами) | Разные нумерации: вып. 1, № 1 — вып. 13, № 1 (1956—1968); вып. 1, № 1 — вып. 4, № 4 (1968—1971); № 1—19 (1973—1983) | 0535-4005 |              |
| 3      | Inprekorr          | Штутгарт, затем Франкфурт, Германия, затем Брюссель, Бельгия, затем Франкфурт, затем Штутгарт, затем Франкфурт, затем Кёльн, Германия. | «Международные социалистические левые», Революционная социалистическая лига (Германия) и «Социалистическая альтернатива» (Австрия)                                               | 1971 — наст. время       | № 1—445 (на декабрь 2008)                                                                                           | 0256-4416 | Сайт журнала |

## Италоязычные издания
| №№ п/п | Название                                                | Город и страна издания   | Издательство; организация-издатель    | Годы издания                    | Количество выпусков                                                                                                  | ISSN      | Сайт/архив   |
| ------ | ------------------------------------------------------- | ------------------------ | ------------------------------------- | ------------------------------- | --- | --------- | ------------ |
| 1      | Bandiera Rossa (преемник журнала Quarta Internazionale) | Рим, затем Милан, Италия | «Красное знамя»                       | 1950—2002 (с перерывами)        | Разные нумерации: вып. 1, № 1 — вып. 23, № 2 (1950—1972); № 1—5 (1972—1979); № 1—100 (1979—2000); № 1—20 (2000—2002) | 1122-519X | Сайт журнала |
| 2      | Erre                                                    | Турин, Италия            | «Критическая левая»                   | 2003 — наст. время              | № 1—31 (на декабрь 2008)                                                                                             |           | Сайт журнала |
| 3      | Quarta Internazionale                                   | Рим, Италия              | Революционная коммунистическая группа | 1948—1950                       | № 1—8 (вып. 1) | —         |              |
| 4      | Quarta Internazionale                                   | Рим, затем Милан, Италия | Революционная коммунистическая лига   | 1967—1968; 1971—1976; 1980—1986 | Разная нумерация: вып. 1, № 1 — вып. 2, № 2 (1967—1968); № 1—22 (1971—1976); № 1—4 (1980—1986)                       | —         |              |
| 5      | La Sinistra                                             | Рим, Италия              | Революционная коммунистическая группа | 1966—1968                       | Разная нумерация: № 1—12 (1966—1967); № 1—13 (1968)                                                                  | —         |              |

## Испаноязычные издания
| №№ п/п | Название                                | Город и страна издания                                    | Издательство; организация-издатель                                                 | Годы издания             | Количество выпусков        | ISSN      | Сайт/архив                                    |
| ------ | --------------------------------------- | --------------------------------------------------------- | ---------------------------------------------------------------------------------- | ------------------------ | -------------------------- | --------- | --------------------------------------------- |
| 1      | Correspondencia de prensa internacional | Брюссель, Бельгия                                         | Революционная рабочая лига                                                         | 1977                     | № 2—11                     |           |                                               |
| 2      | Inprecor                                | Брюссель, Бельгия, затем Аржантёй, затем Монтрёй, Франция | Брюссель: Революционная рабочая лига; Франция: Революционная коммунистическая лига | 1974—1977                | № 0—67                     |           |                                               |
| 3      | Inprecor                                | Мадрид, Испания                                           | Революционная коммунистическая лига (Испания)                                      | 1979—1991 (с перерывами) | № 1—89                     |           |                                               |
| 4      | Inprecor América Latina                 | Сан-Паулу, Бразилия                                       | «Социалистическая демократия»                                                      | 2003—2008                |                            |           | Архив статей журнала                          |
| 5      | Inprecor para América Latina            | Монтрё, Франция, затем Мехико, Мексика                    | Революционная коммунистическая лига (Франция)                                      | 1989—1995                | № 1—50                     |           |                                               |
| 6      | Nueva internacional                     | Нью-Йорк, США                                             | Pathfinder Press; Социалистическая рабочая партия (США)                            | 1991 — наст. время       | № 1—8 (на 2008)            |           | Сайт издательства                             |
| 7      | Perspectiva mundial                     | Мехико, Мексика                                           | Марксистская рабочая лига                                                          | 1966—1967                | № 1—2                      | —         |                                               |
| 8      | Perspectiva mundial                     | Мадрид, Испания                                           | Революционная коммунистическая лига (Испания)                                      | 1977—1978                | № 1—2                      |           |                                               |
| 9      | Perspectiva mundial                     | Нью-Йорк, США                                             | Pathfinder Press; Социалистическая рабочая партия (США)                            | 1977—2005                | Вып. 1, № 1 — вып. 29, № 2 | 0164-3169 | Некоторые статьи из номеров за 2000—2005 годы |